# Kikhosta
Kikhosta är en mycket smittsam sjukdom orsakad av bakterien Bordetella pertussis. Sjukdomen brukar räknas in bland barnsjukdomar, då den framförallt drabbar barn.

## Smitta och sjukdomsförlopp
Bakterien överförs via droppsmitta vid hosta. Den producerar ett flertal ämnen, bland annat ett pertussisgift, som angriper luftvägarnas epitel och skadar flimmerhårscellerna. Inkubationstiden är en till två veckor, men kan uppgå till tre veckor. Smittorisken i familjer är hög och 70–90 procent av familjemedlemmarna kan bli smittade.
Typisk kikhosta börjar som en vanlig förkylning med hosta, möjligen med låg feber. Hostan ökar efter hand, kommer mer attackvis och blir allt intensivare, särskilt nattetid. Efter ytterligare någon eller några veckor kommer de karakteristiska kikningarna. Hostattackerna karakteriseras av en djup, skrällande, krampaktig hosta som tömmer lungorna på luft och följs av andnöd med långsamma, ansträngda, väsande inandningar. Hostattackerna avslutas ofta med en kräkning eller med att slem hostas upp. 
Med tiden klingar hostattackerna av, och sjukdomen brukar vara över efter sex till åtta veckor. Hostan kan dock fortsätta i flera månader, framför allt hos vuxna. Andra typer av luftvägsinfektioner kan efteråt utlösa kikhostliknande hosta, som beror på att det dröjer flera månader innan nya flimmerhårsceller bildas.
Efter genomgången kikhosta har man långvarig men inte fullständig immunitet. Sjukdomen förekommer därför även hos äldre barn och hos vuxna. Sjukdomsbilden i dessa åldersgrupper är vanligen lindrigare, vilket bidrar till en betydande underdiagnostik. Kikhosta hos en vuxen kan yttra sig som en envis och långvarig hosta, som i första hand leder tankarna till andra diagnoser, exempelvis mykoplasmainfektion. Forskning har visat att inte mindre än 12–32 procent av långvarig hosta hos vuxna beror på kikhosta.
Tidigare vaccinerade barn som får kikhosta har ofta lindrigare och sällan typiska symtom men är ändå smittsamma. Det innebär att numera har de flesta som får kikhosta inte de typiska symtomen för sjukdomen. Kikhosta kan idag vara lika svår att diagnostisera hos småbarn som hos äldre barn och vuxna. 
Kikhosta kan vara livshotande och i Sverige rapporteras att 12 personer, framför allt spädbarn har avlidit i sjukdomen mellan åren 1996 och 2014. I länder med sämre socioekonomiska förhållanden och sämre vaccinationstäckning är dödligheten betydligt högre.

## Epidemiologi

### Människa
Människor, särskilt barn som inte tidigare har haft kikhosta och utsätts för även små mängder kikhostebakterier löper upp mot 90% risk att insjukna. Vid vaccination med moderna kikhostevaccin kvarstår immuniteten mot symtom 5-10 år och efter genomgången infektion cirka 15 år för att sedan gradvis avta. Vaccinationen har mer begränsad effekt på förekomsten av bakterier i luftvägarna och därför finns risk för mer eller mindre långt bärarskap och smittrisk från framför allt vuxna symtomfria personer.

### Djur
Det har alltsedan 1910-talet och fram till senare år varit en kontroversiell fråga, om djur kan insjukna i kikhosta eller ej. Under 1930-talet upptäcktes att bakterierna förlorade sin virulens när de upprepade gånger stacks om på agarmedier men den allmänna osäkerheten kvarstod. Senare undersökningar visar att bland andra anubisbabianer (Papio anubis) är känsliga för infektionen och får klinisk kikhosta.. Sedan lång tid tillbaka har många djurparker vaccinerat sina apor mot kikhosta Laboratorieverifierade uppgifter om kikhosta hos vilda djur är osäkra, men kikhosta anges i bland annat Mammals of Africa som sjukdom hos gorilla. Andra djur än apor kan åtminstone under experimentella förhållanden insjukna i luftvägsinfektion med hosta, men det kräver en stor inokulationsdos bakterier och det är osäkert om det sker i vilt tillstånd.
I Sverige försämrades kikhostevaccinets skyddseffekt successivt så omfattande kikhosteutbrott skedde under 1970- och 1980-talen. Under sommaren 1985 insjuknade schimpanserna och gorillorna i Kolmårdens djurpark i vad som kliniskt i hög grad liknade kikhosta hos människa. Undersökning med provtagning gjordes på djurparkens schimpanser men ej på gorillorna av tekniska skäl. B. pertussis påvisades vid odling och även serologiska undersökningar var positiva för sjukdomen.

## Diagnostik
Säker diagnos kräver endera att bakterien B. pertussis påvisas med bakterieodling eller polymeraskedjereaktion (PCR) från nasofarynx- eller svalgprov. PCR är känsligast, mest specifik samt den snabbaste metoden med svar vanligen inom ett dygn efter att provet har kommit till laboratoriet medan bakterieodling tar några dygn. Störst möjlighet att fånga bakterier oavsett det är för odling eller PCR har man hos ovaccinerade, som inte har antibiotikabehandlats, från slutet av inkubationsperioden till början av det själva kikhoststadiet.
Serologisk diagnostik används numera sällan för diagnos av kikhosta i akuta skedet eftersom antikroppssvaret kommer först någon vecka efter insjuknandet och det är ofta svårtolkat. Ibland kan serologisk undersökning användas främst för bedömning om en person har immunitet efter tidigare genomgången sjukdom eller vaccination, men även detta kan vara svårt att värdera och ofta är det bättre att fråga patienten.
Vid långdragen hosta hos särskilt äldre personer där laboratoriediagnostiken är negativ bör man överväga om det är kikhosta eller om det kan vara någon annan sjukdom.

## Antibiotikabehandling
Spädbarn, särskilt under 6 månaders ålder bör skyddas för kikhostesmitta. Skulle det ändå uppstå misstanke på smitta ges erytromycin för att hindra eller lindra sjukdomsutveckling. Ju tidigare behandlingen sätts in under det katarrala stadiet, desto bättre blir skyddseffekten. Då kikningsstadiet börjat har antibiotika obetydlig eller inte effekt alls. Utöver spädbarn är det framför allt personer i familjer med spädbarn samt personer med andra sjukdomar där kikhosta kan förvärra deras hälsotillstånd som ges antibiotika i förebyggande syfte.

## Vaccination
Vaccination mot kikhosta startade i Sverige 1954. Det kikhostevaccin som användes då bestod av avdödade bakterier, så kallat helcellsvaccin. På grund av förändringar i tillverkningsprocessen fick detta vaccin sämre effekt under sjuttiotalet och 1979 slutade det användas eftersom läkarna ansåg det meningslöst att använda. Under åren 1979–1996 skedde ingen allmän vaccinering mot kikhosta i Sverige.
Sedan 1996 ingår vaccination mot kikhosta åter i det allmänna svenska vaccinationsprogrammet och ges vid tre och fem månaders ålder samt en första påfyllnadsdos vid tolv månaders ålder. 2007 rekommenderas barn födda 2002 och senare, en andra påfyllnadsdos vid 5–6 års ålder och en tredje påfyllnadsdos vid 14–16 års ålder.
Först efter andra vaccinationen kan man räkna med att vara skyddad. Något tillförlitligt skydd från moderns antikroppar via navelsträngsblodet eller vid amning kan man inte heller räkna med. Det innebär att de minsta barnen är oskyddade under just den åldersperiod när sjukdomen är som farligast.
Barn som redan haft kikhosta bör vaccineras enligt ordinarie program. Det innebär ingen ökad risk för biverkningar, men medför däremot ett förstärkt skydd.

## Smittskydd
Förskole- och skolbarn får vistas i barnomsorg/skola om deras allmäntillstånd tillåter. Föräldrar och personal bör då upplysas om att smitta finns och det är särskilt viktigt om det finns barn som har syskon i spädbarnsålder.
Kikhosta är anmälningspliktig sjukdom enligt smittskyddslag (2004:168) och smittskyddsförordning (2004:255), vilket innebär att behandlande läkare ska anmäla konstaterade eller misstänkta fall till smittskyddsläkaren i länet. Enligt Folkhälsomyndighetens föreskrift HSLF-FS 2015:27 är kikhosta smittspårningspliktig sjukdom och behandlande läkare ansvarar för att vidta skäliga smittspårningsåtgärder. Kikhosta är inte allmänfarlig sjukdom, vilket gör att till exempel skolgång eller dagisvistelse inte begränsas enligt smittskyddslagen.

## Folkmedicin
I svensk folkmedicin fanns förr några olika behandlingar för kikhosta. Ett botemedel ansågs vara mjölk från ett sto och den skulle gärna drickas ur ett kranium, ett snäckskal eller en ihålig kyrknyckel. Även mjölk från en sugga, en get eller ett får kunde duga. Klöverblad eller kikbär (gallbildning på en enbuske) kunde också kokas i vatten eller mjölk och tjäna som botemedel. Om barnet inmundigade en levande vägglus eller askan av ett bränt skatbo ansågs det också vara gynnsamt för tillfrisknandet. Slutligen ansågs nordrinnande vatten bringa hälsa vid fall av kikhosta, precis som i många andra sammanhang.
Bland de mer originella kikhostebehandlingarna kan nämnas "Kikhosteflygning", vilket innebar att barnet togs upp i ett flygplan utan tryckkabin till cirka 3 000 meters höjd för ½-1 timmes flygtur. Den hostdämpande effekten var dock övergående och när barnet var åter på jorden återkom även hostan. I Sverige förekom kikhosteflygningar under några år efter andra världskriget och enligt förre flygläkaren Lars Laurell bidrog bensinbristen till metodens spridning - den gav helt enkelt flygarna möjlighet att flyga!